# سپر شیشه‌ای
سپر شیشه‌ای (به انگلیسی: The Glass Shield) یک فیلم درام و جنایی آمریکایی محصول سال ۱۹۹۴ به نویسندگی و کارگردنی چارلز برنت است. مایکل بوتمن و لوری پتی در نقش افسران پلیس تازه‌کار که یک توطئه در مورد دستگیری یک مظنون را کشف می‌کنند. این فیلم در ۲ ژوئن ۱۹۹۵ در ایالات متحده اکران شد و ۳٫۳ میلیون دلار فروخت. همچنین در جشنواره بین‌المللی فیلم لوکارنو در سال ۱۹۹۴، چارلز برنت نامزد دریافت جایزه پلنگ طلایی شد.